# Народоосвободителна бригада „Гоце Делчев“
Народоосвободителна бригада „Гоце Делчев“ е военна единица, съставена от наборни войници от българската армия от района на Македония и доброволци по време на т.нар. Първа фаза от участието на България във войната срещу Третия райх.

## Създаване и боен път
Формирането на бригада „Гоце Делчев“ започва в София по инициатива на Главното командуване на Българската армия на 11 септември 1944 г. Официалното ѝ начало датира от 14 септември, когато за целта е прието постановление № 30 на Министерския съвет на правителството на ОФ. Съгласно заповедта на главното командуване, бригадата трябва да действува съвместно с Българската армия. Тя спешно е екипирана, въоръжена и включена във военните действия, като непрекъснато е допълвана с нови пъпълнения. За командир е назначен Петър Трайков, а политически комисар е Мире Анастасов.
Първоначално се състои от 4600 души. Бригадата е съставена от български войници от Вардарска Македония служили през периода 1941-1944 г. Първият ѝ батальон е изпратен към Македония на 30 септември, а вторият на 7 октомври. Със заповед от 3 октомври на Главния щаб на НОВМ бригада „Гоце Делчев“ е придадена към новосформирания партизански Брегалнишко-Струмишки корпус. Бойците на бригадата участват в помощ на Българската армия при операциите за отблъскване в Брегалнишко и Струмишко на немските войски през октомври и ноември. В края на октомври бригадата наброява вече 6276 души и 1286 коня. Постепенно броят ѝ нараства до 8500 войници, към които са добавени още 3500 доброволци. Последните са мобилизирани от Пиринска Македония или са потомци на македонски бежанци от други части на България. До края на ноември бригадата окончателно е разформирована от югославските партизани, а частите ѝ са присъединени към Петнадесети корпус на НОВЮ и са изпратени на Сремския фронт. Тук, заедно с части на югославската армия, тя участва в битките от последната фаза на Втората световна война на Балканите.
Част от войниците и офицерите от бригадата са организатори и основни участници в т. нар. Скопски войнишки бунт, който се разпростира и в казармите в Щип, където също са разквартировани нейни части. Повод за бунта са новоназначените през декември командири от сръбски и черногорски произход, без офицерско образование, които обиждат войниците на южни сърби и бугараши. Петър Шанданов, който се присъединява към бригадата в края на октомври пише по-късно в спомените си:
| „ | Направи ни силно впечатление, че от първоначалния състав на Щаба на бригадата нямаше нито помен. Останал беше само командирът ѝ Пецо Трайков, а останалите офицери, някои от които бяха завършили нашата военна академия, бяха изпратени по строевите части, като бяха заменени с местни хора, съвсем неподготвени за длъжностите, които заемаха, между които имаше и един или двама попове. Името на бригадата „Гоце Делчев“ беше заменено с Брегалнишки корпус. Пагоните на офицерите, понеже бяха български, бяха свалени от шинелите и куртките им, без да бъдат заменени с други отличителни знаци. Така че офицерите се познаваха само по плата на дрехите им, без да се знае кой какъв чин има. От тези промени духът на офицерите беше отпаднал. Когато запитах Трайков по чие нареждане са станали тези промени и защо се е съгласил той, последният вдигна рамене и ми каза, че това станало по нареждане на Темпо. | “ |

## Ръководен състав
Първоначално бригадата има следния щаб:
- Петър Трайков – командир
- Мире Анастасов – политически комисар
- Григор Марков – член на щаба
- Трайчо Аврамов – член на щаба
- капитан Каранфилов – член на щаба
- подполковник Иванов – член на щаба.